# Блакитна лінія (Вашингтонський метрополітен)
Блакитна лінія Вашингтонського метрополітену (англ. Blue Line (Washington Metro)) — одна з ліній метрополітену у столиці Сполучених Штатів місті Вашингтон.

## Історія
Початкова ділянка лінії з 18 станцій відкрилася в 1977 році. В 1980 — 1990-х  відкрилося ще декілька станцій, останнє розширення лінії сталося у 2004 році коли були відкриті станції «Бульвар Моргана» та «Центр міста Ларго».

## Лінія
Маршрут лінії проходить з південного заходу на схід через центр Вашингтона. Лінія починається в окрузі Ферфакс у Вірджинії, потім проходить через місто Александрія та округ Арлінгтон. Центральна підземна частина лінії проходить через Вашингтон, після чого лінія прямує далі на схід в округ Принца Георга у Меріленді. Рухомий склад складається зі 138 вагонів, лінію обслуговують 23 шестивагонних потяги.

## Станції
Станції з південного заходу на схід.
| Блакитна лінія  | |                                               |                                                                                        |                                          |                   |          |
| Спільна ділянка | Станція                                                                                                   | Пересадка                                     | Розташування                                                                           | Тип                                      | Дата відкриття    | Світлина |
|                 | «Френконія-Спрінгфілд» (англ. Franconia–Springfield)                                                      |                                               | Переписна місцевість Спрінгфілд, округ Ферфакс, Вірджинія                              | Наземна з острівною платформою           | 29 червня 1997    |          |
|                 | «Ван-Дорн-стріт» (англ. Van Dorn Street)                                                                  |                                               | Місто Александрія, Вірджинія                                                           | Наземна з острівною платформою           | 15 червня 1991    |          |
|                 | «Королівська вулиця-Старе місто» (англ. King Street–Old Town)                                             |                                               | Місто Александрія, Вірджинія                                                           | Наземна з острівною платформою           | 17 грудня 1983    |          |
|                 | «Бреддок-роуд» (англ. Braddock Road)                                                                      |                                               | Місто Александрія, Вірджинія                                                           | Наземна з острівною платформою           | 17 грудня 1983    |          |
|                 | «Вашингтонський національний аеропорт «Рональд Рейган»» (англ. Ronald Reagan Washington National Airport) |                                               | Округ Арлінгтон, Вірджинія                                                             | Естакадна з двома острівними платформами | 1 липня 1977      |          |
|                 | «Кристал-Сіті» (англ. Crystal City)                                                                       |                                               | Округ Арлінгтон, Вірджинія                                                             | Підземна з береговими платформами        | 1 липня 1977      |          |
|                 | «Пентагон-Сіті» (англ. Pentagon City)                                                                     |                                               | Округ Арлінгтон, Вірджинія                                                             | Підземна з береговими платформами        | 1 липня 1977      |          |
|                 | «Пентагон» (англ. Pentagon)                                                                               |                                               | Округ Арлінгтон, Вірджинія                                                             | Підземна зі спліт-платформами            | 1 липня 1977      |          |
|                 | «Арлінгтонський Цвинтар» (англ. Arlington Cemetery)                                                       |                                               | Округ Арлінгтон, Вірджинія                                                             | Наземна з береговими платформами         | 1 липня 1977      |          |
|                 | «Росслін» (англ. Rosslyn)                                                                                 |                                               | Округ Арлінгтон, Вірджинія                                                             | Підземна зі спліт-платформами            | 1 липня 1977      |          |
|                 | «Фоггі Боттом-GWU» (англ. Foggy Bottom–GWU)                                                               |                                               | Ай-стріт, Вашингтон                                                                    | Підземна з острівною платформою          | 1 липня 1977      |          |
|                 | «Вест-Фаррагут» (англ. Farragut West)                                                                     |                                               | 18-та вулиця, Вашингтон                                                                | Підземна з береговими платформами        | 1 липня 1977      |          |
|                 | «Площа МакФьорсон» (англ. McPherson Square)                                                               |                                               | Ай-стріт, Вашингтон                                                                    | Підземна з береговими платформами        | 1 липня 1977      |          |
|                 | «Метро-центр» (англ. Metro Center)                                                                        | На однойменну станцію Червоної лінії          | 13-та вулиця, Вашингтон                                                                | Підземна з острівною платформою          | 1 липня 1977      |          |
|                 | «Федеральний трикутник» (англ. Federal Triangle)                                                          |                                               | 12-та вулиця, Вашингтон                                                                | Підземна з острівною платформою          | 1 липня 1977      |          |
|                 | «Смітсонівський інститут» (англ. Smithsonian)                                                             |                                               | Індепенденс-авеню, Вашингтон                                                           | Підземна з береговими платформами        | 1 липня 1977      |          |
|                 | «Л'Енфант-плаза» (англ. L'Enfant Plaza)                                                                   | На однойменну станцію Жовтої та Зеленої ліній | Меріленд-авеню, Вашингтон                                                              | Підземна з острівною платформою          | 1 липня 1977      |          |
|                 | «Федеральний центр SW» (англ. Federal Center SW)                                                          |                                               | 3-тя вулиця, Вашингтон                                                                 | Підземна з острівною платформою          | 1 липня 1977      |          |
|                 | «Південний Капітолій» (англ. Capitol South)                                                               |                                               | 1-ша вулиця, Вашингтон                                                                 | Підземна з острівною платформою          | 1 липня 1977      |          |
|                 | «Істерн-маркет» (англ. Eastern Market)                                                                    |                                               | Пенсильванія авеню, Вашингтон                                                          | Підземна з острівною платформою          | 1 липня 1977      |          |
|                 | «Потомак-авеню» (англ. Potomac Avenue)                                                                    |                                               | 14-та вулиця, Вашингтон                                                                | Підземна з острівною платформою          | 1 липня 1977      |          |
|                 | «Стадіон Арморі» (англ. Stadium–Armory)                                                                   |                                               | 19-та вулиця, Вашингтон                                                                | Підземна з острівною платформою          | 1 липня 1977      |          |
|                 | «Беннінг-роуд» (англ. Benning Road)                                                                       |                                               | Беннінг-роуд, Вашингтон                                                                | Підземна з острівною платформою          | 22 листопада 1980 |          |
|                 | «Капітолійські пагорби» (англ. Capitol Heights)                                                           |                                               | Місто Кепітал-Гейтс, округ Принца Георга, Меріленд                                     | Підземна з острівною платформою          | 22 листопада 1980 |          |
|                 | «Еддісон-роуд» (англ. Addison Road)                                                                       |                                               | Переписна місцевість та невключена територія Вокер-Мілл, округ Принца Георга, Меріленд | Наземна з острівною платформою           | 22 листопада 1980 |          |
|                 | «Бульвар Моргана» (англ. Morgan Boulevard)                                                                |                                               | Переписна місцевість Саммерфілд, округ Принца Георга, Меріленд                         | Наземна з острівною платформою           | 18 грудня 2004    |          |
|                 | «Даунтаун Ларго» (англ. Downtown Largo)                                                                   |                                               | Переписна місцевість та невключена територія Ларго, округ Принца Георга, Меріленд      | Естакадна з острівною платформою         | 18 грудня 2004    |          |